# Hedychium coronarium
Hedychium coronarium es una planta de flores blancas muy perfumadas. Su nombre genérico, Hedychium, significa fragante nieve. Como el jengibre, pertenece a la familia Zingiberaceae. Es nativa de Asia oriental tropical, en las regiones montañosas de la India y Nepal. Es la flor nacional de Cuba, donde se ha naturalizado en los sitios húmedos de las serranías. También se ha vuelto espontánea en Argentina, Brasil, México, Perú y en Hawái. En ciertos lugares se le puede considerar incluso como invasiva.

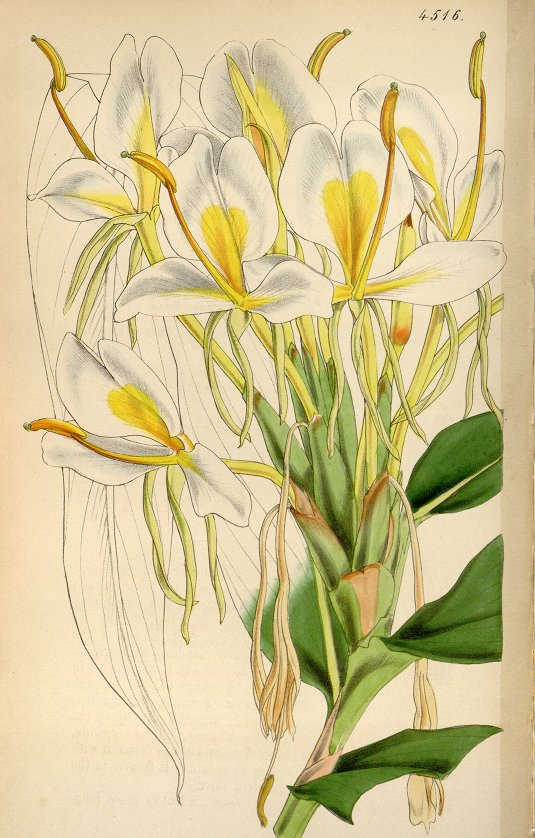
Ilustración

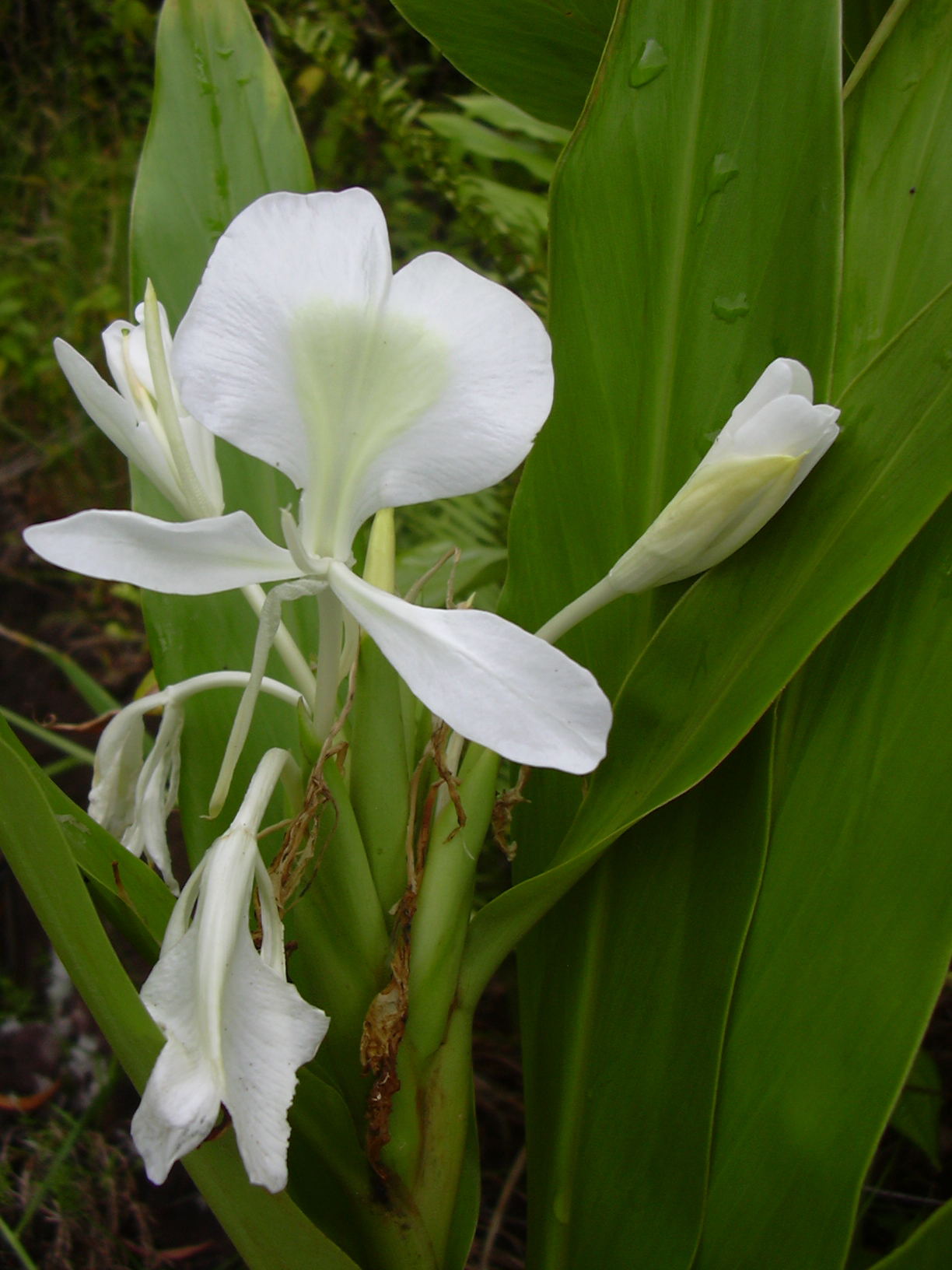
Detalle de la flor

## Descripción
Planta herbácea con dos tipos de tallos. Unos son subterráneos rizomatosos gruesos. Saliendo de éstos, los otros son aéreos, finos, rectos, rígidos. Los tallos aéreos tienen hojas grandes, de más de 25 cm, lanceoladas, envainadoras, cuyos peciolos envuelven el tallo alternándose a cada lado. El tallo aéreo puede llegar de 60 a 180 cm de alto y su desarrollo termina con una espiga floral cubierta de espatas u hojas modificadas que protegen los capullos de flores. En el verano, durante los meses lluviosos, las  flores van saliendo en sucesión de entre las espatas,  primero como tubos delgados. Luego la flor despliega su gran corola, de tres pétalos, uno de ellos con su limbo más ancho y hendido. Esta corola, los estambres y el pistilo largos le dan la apariencia atractiva de una mariposa, de esto le viene su nombre cubano.  Florece todo el verano hasta octubre.

## Cultivo
Requiere buena iluminación y alguna luz solar directa diaria. Se siembra en lugares húmedos de buen suelo, en macizos o también en grandes macetas. Puede prosperar en suelos pobres pero necesita abundante riego, que debe ser mayor cuando se acerca la época de crecimiento.  De abril a septiembre  puede abonarse cada 15 días con fertilizante líquido diluido. Conviene trasplantarla cada 2 o 3 años cuando los rizomas se extienden mucho o cuando llenan las macetas.

### Reproducción
Se la puede reproducir fácilmente por división de rizomas en marzo o abril, cuando se realicen trasplantes cada 2 o 3 años. También pueden reproducirse por semillas.tienen una agradable fragancia a jazmín.

## Usos
Su  delicada fragancia y la belleza de sus flores la hacen muy apreciada para el jardín y como flor cortada. Por la envergadura de sus tallos, si se siembran en colonias grandes pueden producir una agradable impresión de exotismo. También sirven para grandes macetas. No sirven como borde de canteros porque las hojas se secan después de la floración. En tiempo de descanso pierden su atractivo.
En Hawái se usa el jugo de las semillas maduras para el tratamiento del pelo y la piel.
En Brasil se ha vuelto tan común que es considerada una maleza invasora. Fue introducida en los tiempos de la esclavitud, la planta era usada para acolchar el lecho de los esclavos africanos. 

## Flor nacional de Cuba

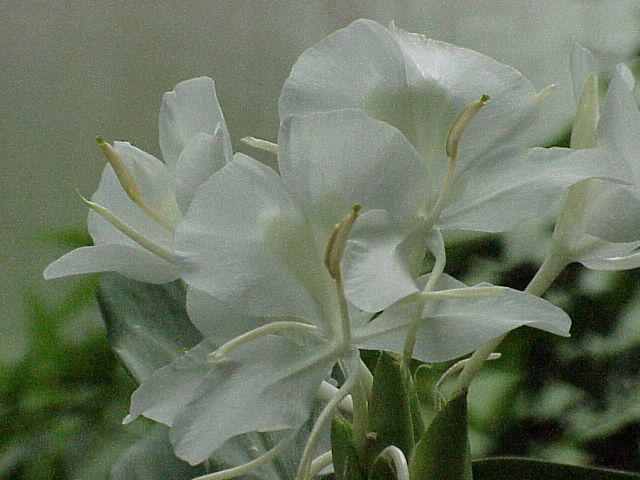
Mariposa, la flor nacional de Cuba.

En Cuba  es muy común desde el siglo XIX en los jardines y patios, y también como especie naturalizada en lugares silvestres con suelos húmedos, como en las orillas de arroyos o ríos. Es muy apreciada desde tiempos coloniales por las mujeres, que entonces se adornaban y perfumaban con sus flores. Son  muy usadas para ramilletes de novias. Tanta es su popularidad, que fue declarada la Flor Nacional de Cuba por una comisión de botánicos y jardineros (13 de octubre de 1936). Esto parece sorprendente porque la mariposa no es autóctona de Cuba. Pero ellos, para escogerla, tuvieron en cuenta no solo su gran popularidad, sino también que durante las guerras independentistas, sus ramos intrincados servían de escondite a las mujeres patriotas para transportar importantes mensajes clandestinos. En Buenos Aires fue sembrada en un Jardín Internacional para  representar a Cuba, junto a las flores nacionales de otros países.

## Nombres comunes
En Cuba se le llama mariposa a la planta y a su flor. En Argentina es llamada caña de ámbar.  En Tabasco, una región tropical de México, situada en el sureste del mismo; se le conoce como "Blanca Mariposa" y es muy famosa, debido a la canción popular que también lleva ese nombre, canción que ha llegado a convertirse en un himno en ese estado.

## Taxonomía

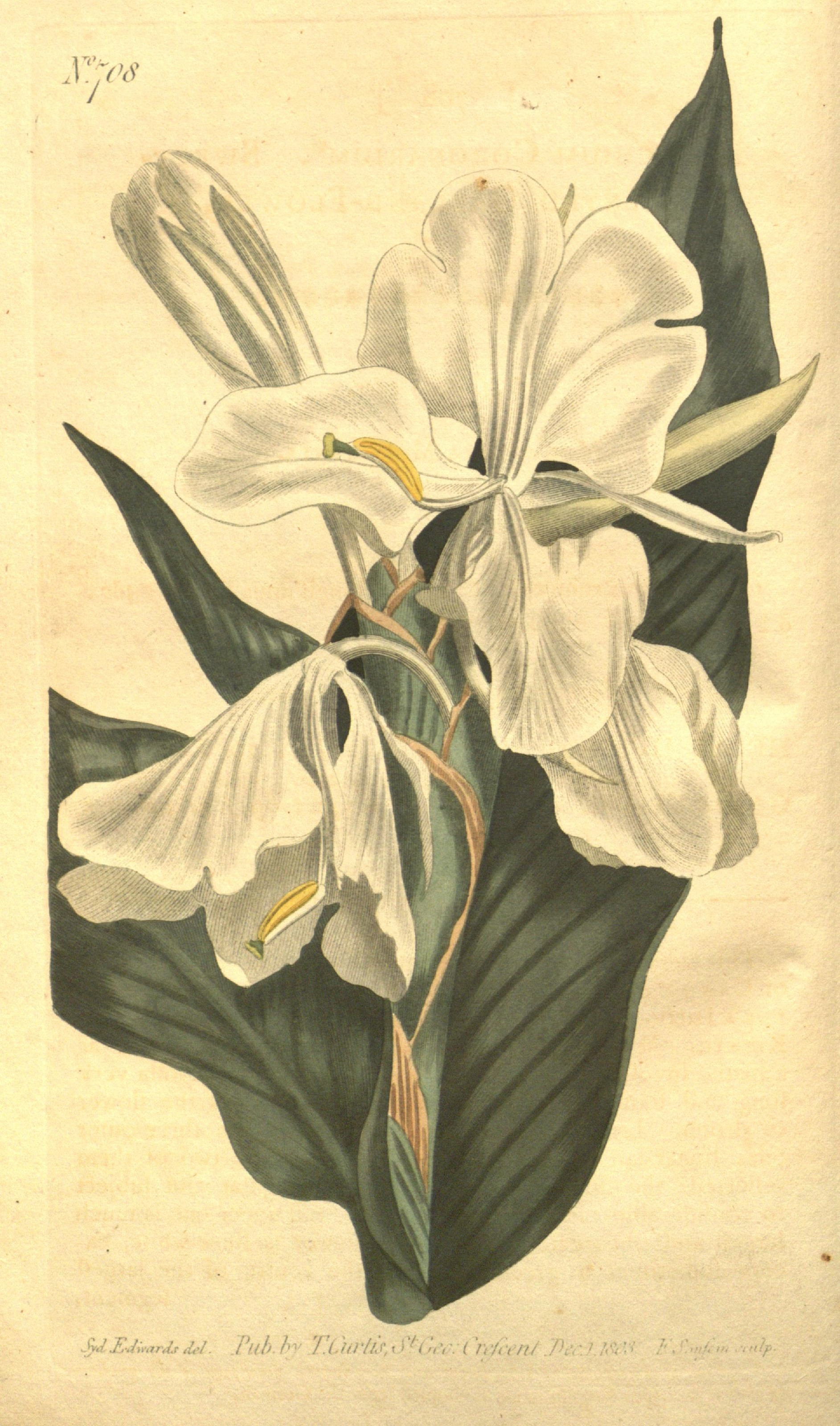
Ilustración de 1804

Hedychium coronarium fue descrita por Johann Gerhard Koenig y publicado en Journal of Botany, British and Foreign 66: 141. 1928.
Sinonimia
- Amomum filiforme Hunter ex Ridl.
- Gandasulium coronarium (J.Koenig) Kuntze
- Gandasulium lingulatum (Hassk.) Kuntze
- Hedychium chrysoleucum Hook.
- Hedychium coronarium var. chrysoleucum (Hook.) Baker
- Hedychium coronarium var. maximum (Roscoe) Eichler
- Hedychium gandasulium Buch.-Ham. ex Wall.
- Hedychium lingulatum Hassk.
- Hedychium maximum Roscoe
- Hedychium prophetae Buch.-Ham. ex Wall.
- Hedychium spicatum Lodd.
- Hedychium sulphureum Wall.
- Kaempferia hedychium Lam.[2]